# Bordj Okhriss (distrito)

localização de Bordj Okhriss na província de Bouira.

Bordj Okhriss é um distrito localizado na província de Bouira, Argélia, e cuja capital é a cidade de mesmo nome, Bordj Okhriss.[carece de fontes?]